# Black Tickle-Domino
Black Tickle-Domino is een local service district (LSD) in de Canadese provincie Newfoundland en Labrador dat voornamelijk door Inuit bewoond wordt. De LSD ligt op het Island of Ponds, een eiland vlak voor de Atlantische kust van Labrador.

## Geschiedenis
In 1981 kreeg Black Tickle-Domino voor het eerst beperkt lokaal bestuur doordat de plaats een local service district werd.

## Geografie
De hoofdplaats van de LSD is het dorp Black Tickle, alwaar ongeveer 90% van de inwoners woont. Een kilometer ten noordwesten van dat dorp ligt nog het gehucht Domino. Beide bevinden ze zich in het uiterste noordoosten van het Island of Ponds, een eiland op 3 km ten oosten van het vasteland van Labrador.

## Transport
Vanuit Black Tickle-Domino vertrekt tijdens de warme maanden wekelijks een veerboot naar het noordwestelijker gelegen dorp Cartwright (113 km; vierenhalf uur).
Er is ook een vliegveld genaamd Black Tickle Airport. Van hieruit doet PAL Airlines anno 2021 twee bestemmingen aan, met name Cartwright en Charlottetown.

## Demografie
Demografisch gezien is de designated place Black Tickle-Domino, net zoals de meeste afgelegen dorpen in de provincie, aan het krimpen. Tussen 1991 en 2021 daalde de bevolkingsomvang van 260 naar 87. Dat komt neer op een daling van 173 inwoners (-66,5%) in dertig jaar tijd.
| Demografische ontwikkeling van Black Tickle-Domino tussen 1991 en 2021 |
| ---------------------------------------------------------------------- |
|                                                                        |
| Bron: Statistics Canada (1991–1996, 2001–2006, 2011–2016, 2021)        |

Deze daling heeft vooral te maken met de vergrijzing en de zware levensomstandigheden in Black Tickle-Domino. Zo is er slechts karige bevoorrading van voedsel en brandstof, geregelde vervuiling van het drinkwater en werkloosheid. De plaats zou aanspraak kunnen maken op het provinciale hervestigingsprogramma, maar de grote meerderheid van de overblijvende inwoners is gekant tegen hervestiging.